# Coupe d'Islande de football 1970
La coupe d'Islande 1970 de football est la 11e édition de la Coupe nationale de football.
Elle s'est disputée du 2 juillet 1970 au 14 novembre 1970, avec les demi-finales et la finale jouées au Melavöllur à Reykjavik.
La Coupe revêt une haute importance puisque le vainqueur est qualifié pour la Coupe des Coupes (Si un club gagne à la fois le championnat et la Coupe, c'est le finaliste de la Coupe qui prend sa place en Coupe des Coupes).
Les 3 premiers au classement de la saison dernière (ÍA Akranes, ÍBK Keflavík et KR Reykjavik ne rentrent qu'en quarts de finale, les autres équipes de 1. Deild (1re division) rentrent au 4e tour de l'épreuve. Lors des tours précédents, les équipes de 2. Deild (2e division), ainsi que les équipes réserves s'affrontent en matchs simples. En cas de match nul, le match est rejoué. À partir de cette saison, les équipes réserves ne participent plus à la Coupe.
C'est le Fram Reykjavik qui remporte la première Coupe d'Islande de son histoire en battant en finale l'ÍBV Vestmannaeyjar. Le club s'offre une qualification en Coupe d'Europe. 

## Premier tour
| Équipe 1                | Résultat | Équipe 2            |
| ----------------------- | -------- | ------------------- |
| Leiknir Fáskrúðsfjörður | 4 - 2    | Valur Reyðarfjörður |
| Hrafnkell Fr.           | 3 - 0    | Austri              |

## Deuxième tour
| Équipe 1                | Résultat | Équipe 2                 |
| ----------------------- | -------- | ------------------------ |
| Leiknir Fáskrúðsfjörður | 1 - 0    | Hrafnkell Fr.            |
| FH Hafnarfjörður        | -        | UMF Njarðvík forfait     |
| KS Siglufjörður         | 5 - 1    | Leiftur Ólafsfjörður     |
| Völsungur Húsavík       | 11 - 3   | Tindastóll Sauðárkrókur  |
| Víðir Garður            | -        | Reynir Sandgerði forfait |
| Hamar Hveragerði        | -        | Freyr forfait            |
| þrottur Reykjavik       | -        | Hrönn forfait            |
| Breiðablik Kopavogur    | 11 - 0   | Stjarnan Garðabær        |

## Troisième tour
| Équipe 1             | Résultat | Équipe 2                |
| -------------------- | -------- | ----------------------- |
| þrottur Norðfjörður  | 3 - 0    | Leiknir Fáskrúðsfjörður |
| Hamar Hveragerði     | 1 - 10   | UMF Selfoss             |
| Víðir Garður         | 1 - 4    | Breiðablik Kopavogur    |
| Haukar Hafnarfjörður | 3 - 2    | FH Hafnarfjörður        |
| þrottur Reykjavik    | 2 - 6    | Armann Reykjavik        |
| KS Siglufjörður      | 4 - 1    | Völsungur Húsavík       |

## Quatrième tour
| Équipe 1             | Résultat | Équipe 2          |
| -------------------- | -------- | ----------------- |
| Breiðablik Kopavogur | 1 - 1    | UMF Selfoss       |
| Breiðablik Kopavogur | 3 - 1    | UMF Selfoss       |
| Hörður Isafjörður    | 1 - 0    | Vestri Isafjörður |
| Vikingur Ólafsvík    | 0 - 1    | UMF Skallagrímur  |
| þrottur Norðfjörður  | 3 - 2    | KS Siglufjörður   |
| Haukar Hafnarfjörður | 0 - 1    | Armann Reykjavik  |

## Cinquième tour
- Entrée en lice du Valur Reykjavik, du Vikingur Reykjavik, de l'ÍBA Akureyri, de l'ÍBV Vestmannaeyjar et du Fram Reykjavik.

| Équipe 1                | Résultat | Équipe 2                |
| ----------------------- | -------- | ----------------------- |
| ÍBV Vestmannaeyjar (D1) | 2 - 1    | ÍBA Akureyri (D1)       |
| Armann Reykjavik        | 2 - 2    | Breiðablik Kopavogur    |
| Armann Reykjavik        | 0 - 4    | Breiðablik Kopavogur    |
| þrottur Nordfjörður     | 0 - 15   | Valur Reykjavik (D1)    |
| UMF Skallagrímur        | 2 - 5    | Hörður Isafjörður       |
| Fram Reykjavik (D1)     | 3 - 2    | Vikingur Reykjavik (D1) |

## Quarts de finale
- Entrée en lice de l'ÍA Akranes, de l'ÍBK Keflavík et du KR Reykjavík.

| Équipe 1       | Résultat | Équipe 2                  |
| -------------- | -------- | ------------------------- |
| IA Akranes     | 1 - 2    | ÍBV Vestmannaeyjar        |
| Fram Reykjavik | 7 - 1    | Hörður Isafjörður (D2)    |
| ÍBK Keflavík   | 2 - 1    | Valur Reykjavik           |
| KR Reykjavik   | 1 - 0    | Breiðablik Kopavogur (D2) |

## Demi-finales
| Équipe 1           | Résultat | Équipe 2     |
| ------------------ | -------- | ------------ |
| ÍBV Vestmannaeyjar | 2 - 1    | ÍBK Keflavík |
| Fram Reykjavik     | 2 - 1    | KR Reykjavik |

## Finale
| 14 novembre 1970 | Fram Reykjavik        | 2 - 1 | ÍBV Vestmannaeyjar | Melavöllur, Reykjavik |  |
|                  | Kristinn Jorunðsson , |       | Tomas Palsson      |                       |  |
|                  | (Rapport)             |       |                    |                       |  |

- Le Fram Reykjavik remporte sa première Coupe d'Islande et se qualifie pour la Coupe des Coupes 1971-1972.